# 1999 CA132
1999 CA132, também escrito como 1999 CA132, é um objeto transnetuniano (TNO) que está localizado no cinturão de Kuiper, uma região do Sistema Solar. Este corpo celeste é classificado como um cubewano. Ele possui uma magnitude absoluta (H) de 7,4 e, tem um diâmetro estimado com cerca de 146 km, por isso é pouco provável que possa ser classificado como um planeta anão, devido ao seu tamanho relativamente pequeno.

## Descoberta
1999 CA132 foi descoberto no dia 11 de fevereiro de 1999 pelos astrônomos J. X. Luu, C. A. Trujillo e D. C. Jewitt.

## Órbita
A órbita de 1999 CA132 tem uma excentricidade de 0.098 e possui um semieixo maior de 43.966 UA. O seu periélio leva o mesmo a uma distância de 39.660 UA em relação ao Sol e seu afélio a 48.272.